# すいかずら (フォークグループ)
すいかずらは男性フォークデュオ。

## 来歴・人物
1977年9月、第1回大阪大衆音楽祭のメインイベントとして大阪フェスティバルホールで行われた創作曲コンテストで、当時大阪学院大学在学中だった国本卓明と木場英志らの応募作品「忍冬」がグランプリを受賞。その後トリオレコードより男性フォークデュオとしてデビューし、「花火」「スローモーション」などのシングルをリリースする。
グループ結成のきっかけは、大学１年の時、互いにフォーク好きで声が似ているからと意気投合、そして曲作りをはじめた。

## プロフィール
国本卓明
- 本名：国本卓明
- 生年月日：1956年8月23日（68歳）
- 出身地：岡山県岡山市
- 趣味：酒・チェス
- 出身校：大阪学院大学
- 特技：座布団まわし

木場英志
- 本名：木場英志
- 生年月日：1956年11月9日（68歳）
- 出身地：鹿児島県阿久根市
- 出身校：大阪学院大学
- 趣味：アマチュア無線・BCL・風呂・植物採集

やまなひとふみ
- 後期にベースとして参加。現在ラジオパーソナリティーなどをしている。
- 生年月日：1960年12月23日（64歳）
- 出身地：大阪府東大阪市
- 出身校：立命館大学
- 趣味：酒・車

## ディスコグラフィ

### シングル
| 発売日         | 規格           | 規格品番       | 面             | タイトル         | 作詞           | 作曲           | 編曲           |
| トリオレコード | トリオレコード | トリオレコード | トリオレコード | トリオレコード   | トリオレコード | トリオレコード | トリオレコード |
| -------------- | -------------- | -------------- | -------------- | ---------------- | -------------- | -------------- | -------------- |
| 1977年12月     | EP             | 3B-122         | A              | 忍冬             | 夏山登         | 国本卓明       | 橋本允         |
| 1977年12月     | EP             | 3B-122         | B              | 独身時代         | 夏山登         | 金井永哲       | 橋本允         |
| 1978年6月      | EP             | 3B-133         | A              | 花火             | 三田恭三       | 高橋キヨシ     | 萩田光雄       |
| 1978年6月      | EP             | 3B-133         | B              | ねこやなぎ       | 西岡たかし     | 西岡たかし     | 萩田光雄       |
| 1979年         | EP             | 3B-151         | A              | スローモーション | 夏山登         | 国本卓明       | 山崎稔         |
| 1979年         | EP             | 3B-151         | B              | さまよい         | 夏山登         | 国本卓明       | 山崎稔         |

### アルバム

#### オリジナル・アルバム
| 発売日         | 規格           | 規格品番       | アルバム             |
| トリオレコード | トリオレコード | トリオレコード | トリオレコード       |
| -------------- | -------------- | -------------- | -------------------- |
| 1978年7月      | LP             | 3B-1016        | ファースト・アルバム |